# Касик
Касик (њем. Kassieck) општина је у њемачкој савезној држави Саксонија-Анхалт. Једно је од 40 општинских средишта округа Алтмарк Салцведел. Према процјени из 2010. у општини је живјело 203 становника. Посједује регионалну шифру (AGS) 15081245.

## Географски и демографски подаци
Касик се налази у савезној држави Саксонија-Анхалт у округу Алтмарк Салцведел. Општина се налази на надморској висини од 60 метара. Површина општине износи 10,5 km². У самом мјесту је, према процјени из 2010. године, живјело 203 становника. Просјечна густина становништва износи 19 становника/km².